# Dominic Ball
Dominic Ball (Welwyn Garden City, 2 agosto 1995) è un calciatore inglese, difensore o centrocampista del Cambridge Utd.

## Caratteristiche tecniche
Difensore centrale, all'occorrenza può essere schierato nel ruolo di terzino o a centrocampo nel ruolo di vertice basso.

## Carriera

### Club
Muove i suoi primi passi nel settore giovanile del Watford, prima di approdare - nel 2011 - al Tottenham. Il 22 gennaio 2015 passa in prestito al Cambridge United, in League Two. Esordisce tra i professionisti cinque giorni dopo contro il Dag & Red.
Il 13 agosto 2015 passa in prestito ai Rangers.

### Nazionale
Nel 2013 - dopo aver preso parte a diversi incontri con le selezioni giovanili dell'Irlanda del Nord - decide di indossare la maglia della nazionale inglese.

## Statistiche

### Presenze e reti nei club
Statistiche aggiornate al 1º dicembre 2015.
| Stagione        | Squadra          | Campionato      | Campionato | Campionato | Coppe nazionali | Coppe nazionali | Coppe nazionali | Coppe continentali | Coppe continentali | Coppe continentali | Altre coppe | Altre coppe | Altre coppe | Totale | Totale |
| Stagione        | Squadra          | Comp            | Pres       | Reti       | Comp            | Pres            | Reti            | Comp               | Pres               | Reti               | Comp        | Pres        | Reti        | Pres   | Reti   |
| --------------- | ---------------- | --------------- | ---------- | ---------- | --------------- | --------------- | --------------- | ------------------ | ------------------ | ------------------ | ----------- | ----------- | ----------- | ------ | ------ |
| 2014-gen. 2015  | Tottenham        | PL              | 0          | 0          | FACup+CdL       | 0               | 0               | UEL                | 0                  | 0                  | -           | -           | -           | 0      | 0      |
| gen.-giu. 2015  | Cambridge United | FL2             | 11         | 0          | FACup+CdL       | 0               | 0               | -                  | -                  | -                  | FLT         | -           | -           | 11     | 0      |
| 2015-2016       | Rangers          | SC              | 12         | 0          | SC+CdL          | 0+1             | 0               | -                  | -                  | -                  | SCC         | 2           | 0           | 15     | 0      |
| Totale carriera | Totale carriera  | Totale carriera | 23         | 0          |                 | 1               | 0               |                    | 0                  | 0                  |             | 2           | 0           | 26     | 0      |

## Palmarès

### Club

#### Competizioni nazionali
- Scottish Challenge Cup: 1

Rangers: 2015-2016
- Scottish Championship: 1

Rangers: 2015-2016